# Afrogarypus basilewskyi
Afrogarypus basilewskyi är en spindeldjursart som först beskrevs av Beier 1962.  Afrogarypus basilewskyi ingår i släktet Afrogarypus och familjen Geogarypidae. Inga underarter finns listade i Catalogue of Life.